# 펀자브 요리
펀자브 요리(펀자브어: ਪੰਜਾਬੀ ਪਕਵਾਨ, پنجابی پکوان 판자비 파크반)는 펀자브 지방을 중심으로 발전한 요리의 총칭이다. 세계 도처의 인도 레스토랑 대부분이 펀자브 요리와 무굴 제국의 궁정 요리 (무굴라이 요리)를 기반으로 하는 북인도 요리를 제공하는 가게가 압도적으로 많다.

## 특징
밀, 쌀, 유제품을 주재료로 사용한 요리들이 많으며, 탄두르라는 조리기구를 이용해 만든 요리들이 발달한 편이다.

## 같이 보기
- 인도 요리
- 파키스탄 요리
- 탄두리 치킨
- 무르그 마카니
- 달 마카니
- 탄두르